# Ferenc Gyulay
Ferenc József Gyulay von Maros-Nemeth und Nadaska (conosciuto anche col nome di Ferenc Gyulai, nome ungherese, in tedesco: Franz Gyulay; Budapest, 3 settembre 1798 – Vienna, 1º settembre 1868) è stato un generale e politico ungherese.
Comandò l'esercito dell'Impero austriaco durante la Seconda guerra d'indipendenza italiana, ma venne battuto dall'esercito franco-piemontese nella battaglia di Magenta, fatto che lo costrinse a ritirarsi permettendo al generale Mac Mahon di fare il suo ingresso a Milano, occupando la capitale del Regno Lombardo-Veneto e dando il via al processo di unificazione nazionale.

## Biografia

### I primi anni
Ferenc Gyulay proveniva da una famiglia nobile della Transilvania che nel 1694 aveva ottenuto il titolo baronale e a partire dal 1704 godeva anche di quello comitale. Per tradizione, la sua famiglia era legata all'arte militare: il suo bisnonno omonimo, Ferenc, era stato generale dell'esercito imperiale durante la guerra di successione spagnola; suo nonno Sámuel, aveva raggiunto il grado di generale nella guerra di successione austriaca ed in quella sette anni; suo padre era il feldmaresciallo austriaco Ignác Gyulay, mentre suo zio Albert Gyulay era stato anch'egli generale durante le Guerre napoleoniche. Per parte di sua madre, era diretto discendente del politico e scrittore tedesco Friedrich Christian Seifert von Edelsheim, pronipote del politico e diplomatico Wilhelm von Edelsheim e nipote del primo ministro del Baden, Georg Ludwig von Edelsheim; egli era inoltre cugino del futuro generale Leopold Edelsheim.
Sin da giovane, Ferenc Gyulay aveva ricevuto un'educazione essenzialmente concentrata sulle scienze di cui fu sempre un grande appassionato, rimanendo ad ogni modo legato alla tradizione militare di famiglia che perseguì con zelo.
Nel 1815 iniziò la propria carriera militare entrando in servizio nell'esercito come membro del 60º reggimento di fanteria che portava il nome di suo padre, venendo promosso sottotenente l'anno successivo, a soli diciassette anni.
Per il valore dimostrato in diverse operazioni belliche ebbe una carriera brillante, arrivando in breve tempo tra le più alte schiere del genio austriaco: dopo essere stato trasferito in una brigata di ussari dell'Assia-Homburg, Gyulay venne nominato tenente nel 1820 e nel 1826 venne posto a capo di una brigata di ussari del Württemberg, venendo nominato tenente colonnello dal 1829 quando venne trasferito in una brigata di fanteria dell'Assia-Homburg.
Nel 1831 Gyulay venne promosso colonnello e nel 1838 divenne infine maggior generale.

### La carriera militare e politica negli anni delle prime rivoluzioni

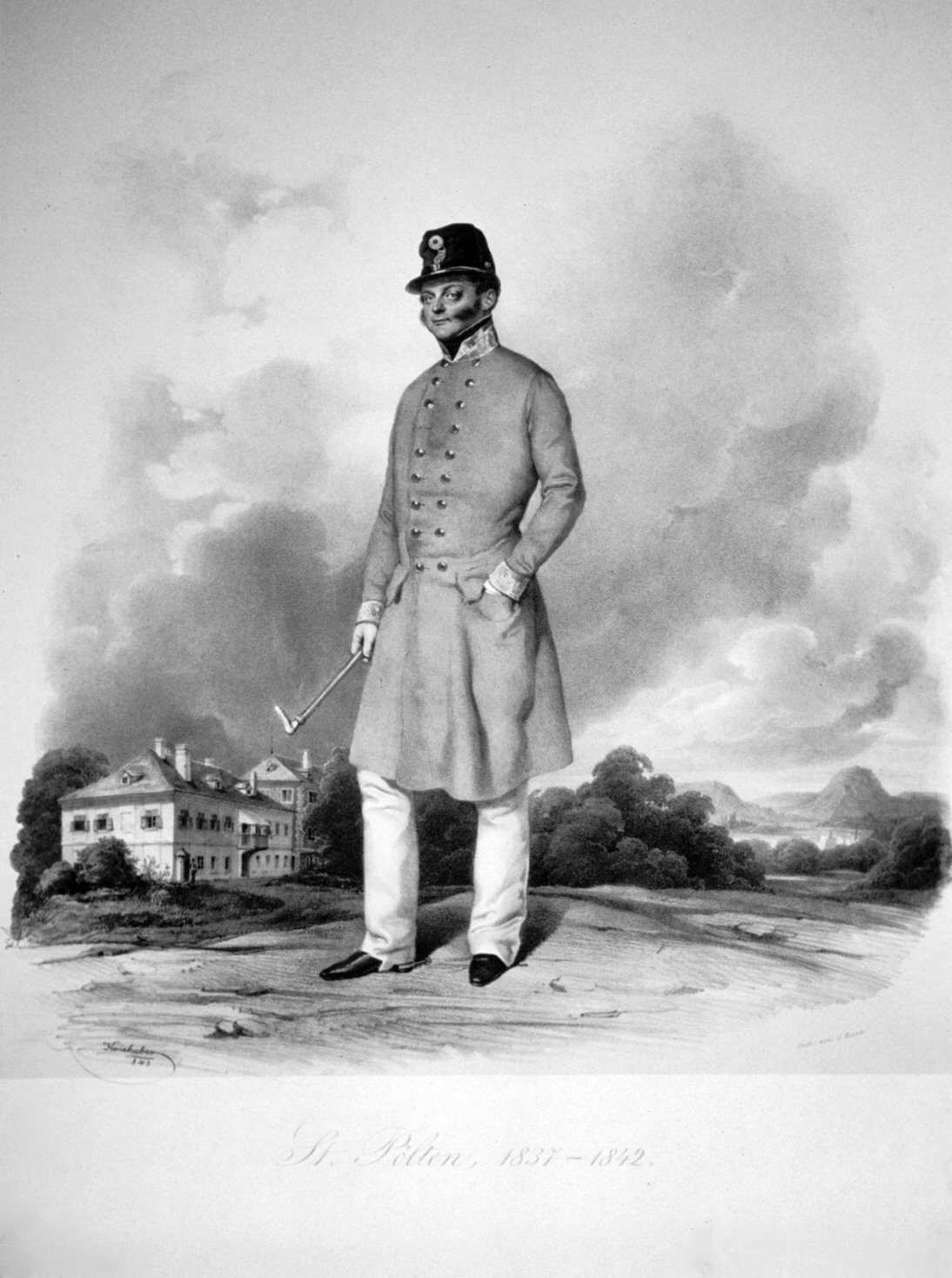
Gyulay in una litografia del 1843

Nel 1845, Gyulay venne nominato comandante del 33º reggimento di fanteria da parte dell'Imperatore Ferdinando I d'Austria divenendo in seguito, a partire dal 1846, governatore di Trieste e governatore militare del distretto austriaco di Seebezirk. Quando scoppiò la rivoluzione due anni più tardi, egli come comandante militare ottenne il compito di prendere il comando della flotta austriaca locale e di prevenire che essa potesse essere catturata dai rivoluzionari italiani o ungheresi e nel contempo così facendo evitò attacchi nell'area da parte delle flotte sarda o napoletana, sin quando la vittoria di Radetzky a Custoza (25 luglio 1848) non riportò la situazione alla normalità.
Come ricompensa per il servizio fedelmente svolto e per l'abilità dimostrata nella conduzione delle operazioni, il generale Gyulay venne nominato dall'imperatore Francesco Giuseppe quale nuovo Ministro della Guerra dell'Impero austriaco dal 1849 al 1850, introducendosi così anche nella vita politica dell'Impero. Durante questo periodo in carica, diresse gli attacchi a Raab (Győr) il 28 giugno 1849 ed i preparativi per l'assedio di Komárom.

### Le operazioni militari in Italia

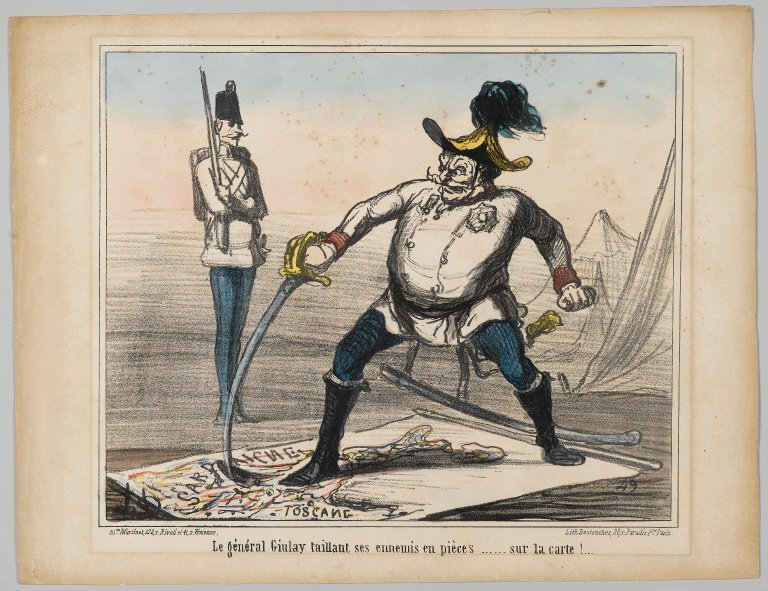
Vignetta satirica d'epoca che commenta così la campagna d'Italia: "Il generale Gyulay fa a pezzi i propri nemici... sulla carta"

Nel 1850, dopo la sua promozione a Feldzeugmeister del V corpo d'armata austriaco, Gyulay venne inviato a Milano per assumere il comando della 2ª Imperiale e Regia Armata Austriaca. Il 28 febbraio dello stesso anno, Francesco Giuseppe collocò a riposo il generale Radetzky (che si trasferì da Verona a Milano, nella Villa Reale in via Palestro), ponendo al suo posto il generale Gyulay. Nel 1857 Francesco Giuseppe designa Governatore con poteri civili l'Arciduca Massimiliano d'Asburgo, suo fratello, fautore di una politica di distensione che detenne il governo sul Regno Lombardo-Veneto sino al 1859 quando il comando dello stato venne affidato completamente al generale Gyulay, al quale già spettava, dal 1857, il comando militare.
Quando il 29 aprile 1859 rispose all'ultimatum sabaudo con l'attraversamento del fiume Ticino, aprì di fatto la Seconda guerra d'indipendenza italiana. Piuttosto che procedere direttamente verso Torino ove le truppe austriache sarebbero state più esposte al contatto col nemico o ad un possibile accerchiamento da parte delle truppe francesi di Napoleone III, intervenuto in favore dei piemontesi secondo gli accordi segreti di Plombières, Gyulay preferì attestare le proprie truppe lungo il corso del Ticino ed attaccare il Piemonte dalla Lomellina ove nella sua visione degli eventi i franco-piemontesi avrebbero fortificato in misura minore gli apparati bellici presenti.
Le truppe nemiche, invece, preferirono adottare un'ulteriore strategia che si rivelò vittoriosa, ovvero fecero spostare le loro forze subito verso nord e attraversarono il Ticino prima e poi il Naviglio Grande dapprima con scontri a Turbigo e poi a Boffalora sopra Ticino, cogliendo di sorpresa i difensori austriaci.
Il 4 giugno 1859 Gyulay fu sconfitto nella storica Battaglia di Magenta dai franco-piemontesi e, dopo sanguinose perdite, decise di abbandonare il campo ritirandosi in direzione di Milano. Dopo il fallimento dell'impresa, il 16 giugno l'Imperatore esonerò Gyulay dall'incarico, assumendo personalmente il comando dell'esercito milanese. Al fine di mostrare ancora una volta la propria devozione all'impero austriaco, Gyulay chiese ed ottenne il comando del reggimento che portava il suo nome, ma fu costretto a rimanere in sede a Mantova che fu una delle ultime roccaforti austriache a resistere al processo di unificazione italiano.
Ritiratosi a vita privata, Gyulay morì il 1º settembre 1868 a Vienna assistito dal cugino Leopold Edelsheim, che egli aveva assunto quale suo erede universale l'anno precedente dal momento che non aveva avuto altri eredi.

## Opere
Ferenc Gyulay si distinse anche come scrittore, pubblicando le proprie memorie sulla campagna militare italiane del 1859, ricche di personali esperienze biografiche e fatti rilevanti alla corretta ricostruzione degli eventi di quell'anno:
- Ferenc Gyulay, Pensieri dall'Italia, 1859.

## Nella cultura di massa
Gyulay, personaggio discusso già alla sua epoca, ha lasciato moltissime tracce della sua presenza soprattutto nella cultura dialettale lombarda. Il suo nome infatti compare in molte vignette satiriche del periodo della Seconda guerra d'indipendenza italiana e in molte bosinade e canzoni come la famosa Varda Gyulai composta proprio in occasione della Battaglia di Magenta.
Nel semplice e breve testo di questa canzone popolare si rammenta al Generale che prima o poi arriverà la primavera, intesa come stagione di libertà, e che lo stesso Gyulai finirà sull'aia a battere el formenton [il granturco]-

«Varda Gyulai

Che vègn la primavera

Te mettaremm su l'era

A batt el formenton.»
Di questa canzone esiste una interpretazione di Nanni Svampa che è possibile trovare su YouTube all'indirizzo Varda Giulaj

## Ascendenza
|                                     |                                |                                                   | Genitori                                    |  |  | Nonni |  |  | Bisnonni       |  |  | Trisnonni      |  |
|                                     |                                |                                                   |                                             |  |  |       |  |  | Ferencz Gyulai |  |  | Ferencz Gyulai |  |
|                                     |                                |                                                   |                                             |  |  |       |  |  | Ferencz Gyulai |  |  | Ferencz Gyulai |  |
|                                     |                                | Klára Barakonyi                                   |                                             |  |  |       |  |  | Ferencz Gyulai |  |  |                |  |
| Samuel Gyulai                       |                                |                                                   |                                             |  |  |       |  |  | Ferencz Gyulai |  |  |                |  |
|                                     |                                | Mária Bánffy                                      | György Bánffy                               |  |  |       |  |  |                |  |  |                |  |
|                                     |                                | Mária Bánffy                                      | György Bánffy                               |  |  |       |  |  |                |  |  |                |  |
|                                     |                                | Mária Bánffy                                      | Klára Bethlen                               |  |  |       |  |  |                |  |  |                |  |
| Ignácz Gyulai                       |                                | Mária Bánffy                                      |                                             |  |  |       |  |  |                |  |  |                |  |
|                                     |                                | Ignácz József Bornemisza de Kászon et Impérfalva  | János József Csutak de Kászon et Impérfalva |  |  |       |  |  |                |  |  |                |  |
|                                     |                                | Ignácz József Bornemisza de Kászon et Impérfalva  | János József Csutak de Kászon et Impérfalva |  |  |       |  |  |                |  |  |                |  |
|                                     |                                | Ignácz József Bornemisza de Kászon et Impérfalva  | Borbála Haller de Hallerkeő                 |  |  |       |  |  |                |  |  |                |  |
| Anna Bornemisza de Kászon           |                                | Ignácz József Bornemisza de Kászon et Impérfalva  |                                             |  |  |       |  |  |                |  |  |                |  |
|                                     |                                | Krisztina Kornis de Gönczruszka                   | István Kornis de Gönczruszka                |  |  |       |  |  |                |  |  |                |  |
|                                     |                                | Krisztina Kornis de Gönczruszka                   | István Kornis de Gönczruszka                |  |  |       |  |  |                |  |  |                |  |
|                                     |                                | Krisztina Kornis de Gönczruszka                   | Borbála Gyerőffy de Gyerővásárhely          |  |  |       |  |  |                |  |  |                |  |
| Ferencz Gyulai                      |                                | Krisztina Kornis de Gönczruszka                   |                                             |  |  |       |  |  |                |  |  |                |  |
|                                     | Philipp Reinhard von Edelsheim | Friedrich Christian Seifert von Edelsheim         |                                             |  |  |       |  |  |                |  |  |                |  |
|                                     | Philipp Reinhard von Edelsheim | Friedrich Christian Seifert von Edelsheim         |                                             |  |  |       |  |  |                |  |  |                |  |
|                                     | Philipp Reinhard von Edelsheim | Clara Elisabeth Magdalene Rau von Holzhausen      |                                             |  |  |       |  |  |                |  |  |                |  |
| Georg Ludwig von Edelsheim          | Philipp Reinhard von Edelsheim |                                                   |                                             |  |  |       |  |  |                |  |  |                |  |
|                                     |                                | Friederike von Zeschlin                           | …                                           |  |  |       |  |  |                |  |  |                |  |
|                                     |                                | Friederike von Zeschlin                           | …                                           |  |  |       |  |  |                |  |  |                |  |
|                                     |                                | Friederike von Zeschlin                           | …                                           |  |  |       |  |  |                |  |  |                |  |
| Julia von Edelsheim                 |                                | Friederike von Zeschlin                           |                                             |  |  |       |  |  |                |  |  |                |  |
|                                     |                                | Dietrich I Caesarion von Keyserlingk              | Ernst Johann von Keyserlingk                |  |  |       |  |  |                |  |  |                |  |
|                                     |                                | Dietrich I Caesarion von Keyserlingk              | Ernst Johann von Keyserlingk                |  |  |       |  |  |                |  |  |                |  |
|                                     |                                | Dietrich I Caesarion von Keyserlingk              | Dorothea Amalia della Chiesa                |  |  |       |  |  |                |  |  |                |  |
| Adelheid Friederike von Keyserlingk |                                | Dietrich I Caesarion von Keyserlingk              |                                             |  |  |       |  |  |                |  |  |                |  |
|                                     |                                | Eleonore Louise Albertine von Schlieben-Sanditten | George Christoph von Schlieben-Sanditten    |  |  |       |  |  |                |  |  |                |  |
|                                     |                                | Eleonore Louise Albertine von Schlieben-Sanditten | George Christoph von Schlieben-Sanditten    |  |  |       |  |  |                |  |  |                |  |
|                                     |                                | Eleonore Louise Albertine von Schlieben-Sanditten | Eleonore Lucia von Ilten                    |  |  |       |  |  |                |  |  |                |  |
|                                     |                                | Eleonore Louise Albertine von Schlieben-Sanditten |                                             |  |  |       |  |  |                |  |  |                |  |

## Araldica
| Stemma                  | Descrizione                                       | Blasonatura |
| Outline of coat of arms | Ferencz Gyulai Conte von Maros-Nemeth und Nadaska | Inquartato: al 1° di rosso al leone rampante d'oro rivolto a destra, coronato e armato di spada e tenente una corona d'alloro, poggiante su terra verde; al 2° d'azzurro al leone rampante d'oro rivolto a sinistra, coronato e armato di spada e tenente una mezza ruota e una croce patriarcale dello stesso, poggiante su terra verde; al 3° d'azzurro al cavaliere alato al naturale tenente una corona d'oro e poggiante su un monte di verde; al 4° di rosso alla melusina coronata d'oro e fluttuante su un mare al naturale; innesto d'oro al serpente ad anello di verde. Sul tutto d'oro con le lettere C VI in nero. |